# You Can't Count on Me
"You Can't Count on Me" é uma canção escrita por Adam Duritz, gravada pela banda Counting Crows.
É o segundo single do quinto álbum de estúdio lançado em 2008, Saturday Nights & Sunday Mornings.

## Paradas
| Ano  | Parada                  | Posição |
| ---- | ----------------------- | ------- |
| 2008 | Hot Adult Top 40 Tracks | 34      |
| 2008 | Billboard Pop Songs     | 80      |